# Polar Club Glacier
Der Polar Club Glacier (englisch für Polarvereinsgletscher, polnisch Lodowiec Klubu Polarnego) ist ein breiter Gletscher an der Südküste von King George Island im Archipel der Südlichen Shetlandinseln. Er mündet ostnordöstlich des Stranger Point und westlich des Telefon Point in die Bransfieldstraße.
Teilnehmer einer polnischen Antarktisexpedition im Jahr 1980 benannten ihn nach dem Polarverein der polnischen geographischen Gesellschaft. Das UK Antarctic Place-Names Committee übertrug die polnische Benennung 2003 ins Englische.